# اف دیوید پیت
اف دیوید پیت (انگلیسی: F. David Peat؛ زاده ۱۸ آوریل ۱۹۳۸ - درگذشته ۴ ژوئن ۲۰۱۷) یک فیزیک‌دان اهل انگلستان بود.